# The Human Comedy
- Nota: Para outros significados para a mesma expressão, consulte Comédia Humana.

A Comédia Humana (no original, The Human Comedy) é um romance do escritor armeno-estadunidense William Saroyan. O livro foi publicado em 1942 e dedicado a sua mãe, Takoohi Saroyan.
Retrata de maneira simples e cotidianas as experiências de Homero Macauley, 14 anos, na cidade de Ítaca (Califórnia).
Pai falecido, mora com sua mãe Kate (Mrs. Macauley), seu irmão mais novo de 4 anos e sua irmã, Ulisses e Bess, respectivamente, enquanto seu irmão Marcus está lutando pelos Estados Unidos na 2ª Guerra.
Homero, se viu como "homem da casa" quando seu irmão partiu, arruma um emprego noturno como estafeta (Office-boy) em uma agencia telegráfica da cidade para poder ajudar a sustentar a casa.

Em 1943, livro foi filmado pela MGM, com roteiro do próprio autor, e recebeu o prêmio Oscar de melhor roteiro original.